# Híjar (Albacete)
Híjar es una localidad y pedanía española perteneciente al municipio de Liétor, en la provincia de Albacete, comunidad autónoma de Castilla-La Mancha. Está situada en la parte septentrional de la comarca de la Sierra del Segura. Cerca de esta localidad se encuentran los núcleos de El Villarejo, La Sarguilla, Moriscote, Liétor capital y Aýna.

## Demografía
Según el Instituto Nacional de Estadística de España, en el año 2020 Híjar contaba con 6 habitantes censados, de los cuales 3 eran mujeres y 3 varones.

### Evolución de la población
| Gráfica de evolución demográfica de Híjar entre 2009 y 2020 |
|                                                             |
| Datos según el nomenclátor publicado por el INE.            |